# Людина-павук (фільм, 1978)
«Людина-павук» або ж «Спайдермен» (яп. スパイダーマン, Супайдаман) — науково-фантастичний супергеройський токусацу-меха-кайдзю-фільм-фічуретка 1978 року, який базується на однойменному телесеріалі того ж року та на персонажі Людини-павука Стена Лі та Стіва Дітко. У кінотеатрах Японії фільм вийшов 22 липня.
Події фільму відбуваються між епізодами 10 («До полум'яного пекла: Побачте сльози Жінки-Змії») та 11 («Ультра отруєння професора Монстра») телевізійного серіалу.

## Сюжет
Армія Залізного Хреста знищує нафтові танкери за допомогою свого монстра, Морського Диявола, напівмеханічної антропоморфної риби-меч, яка вміє стріляти торпедами з рота. Людина-павук, за допомогою агента Інтерполу Джузо Мамії, намагається зупинити армію Залізного Хреста. Він використовує свій дистанційно керований Марвеллер, щоб не дати Морському Дияволу атакувати промисловий комплекс, змушуючи його ракети вибухати в повітрі. Після цього монстр стає гігантським, і Людина-павук використовує свій Марвеллер, щоб прикликати Леопардона для боротьби з монстром. За допомогою свого меха, Людина-павук врешті-решт знищує кайдзю.

## У ролях
| Актор        | Роль                       |
| ------------ | -------------------------- |
| Шіндзі Тодо  | Такуя Ямашіро/Людина-павук |
| Нобору Накая | Юзо Мамія                  |

## Виробництво
Фільм був зрежисований Коічі Такемотою за сюжетом Сусуму Такаку. Персонаж Юзо Мамія, який вперше з'явився у цьому фільмі, пізніше з'явився у епізодах 11, 12 та 14 серіалу. Фільм триває стільки ж, скільки й регулярний епізод, проте був знятий у широкому форматі. Трюки у фільмі були хореографічні, а акробатика виконана Японським бойовим клубом.

## Реліз
Прем'єра фільму відбулася на Фестивалі манґи Toei 22 липня 1978 року. Він вийшов на деяких неамериканських територіях. Як і серіал, фільм був доступний для трансляції на офіційному вебсайті Marvel у 2009 році. На сайті фільм був названий «епізодом 0», однак пізніше, як і серіал, був видалений із сайту.